# Изельтвальд
Изельтвальд (нем. Iseltwald) — коммуна в Швейцарии, в кантоне Берн.
Входит в состав округа Интерлакен. Население составляет 403 человека (на 31 декабря 2006 года). Официальный код — 0582.

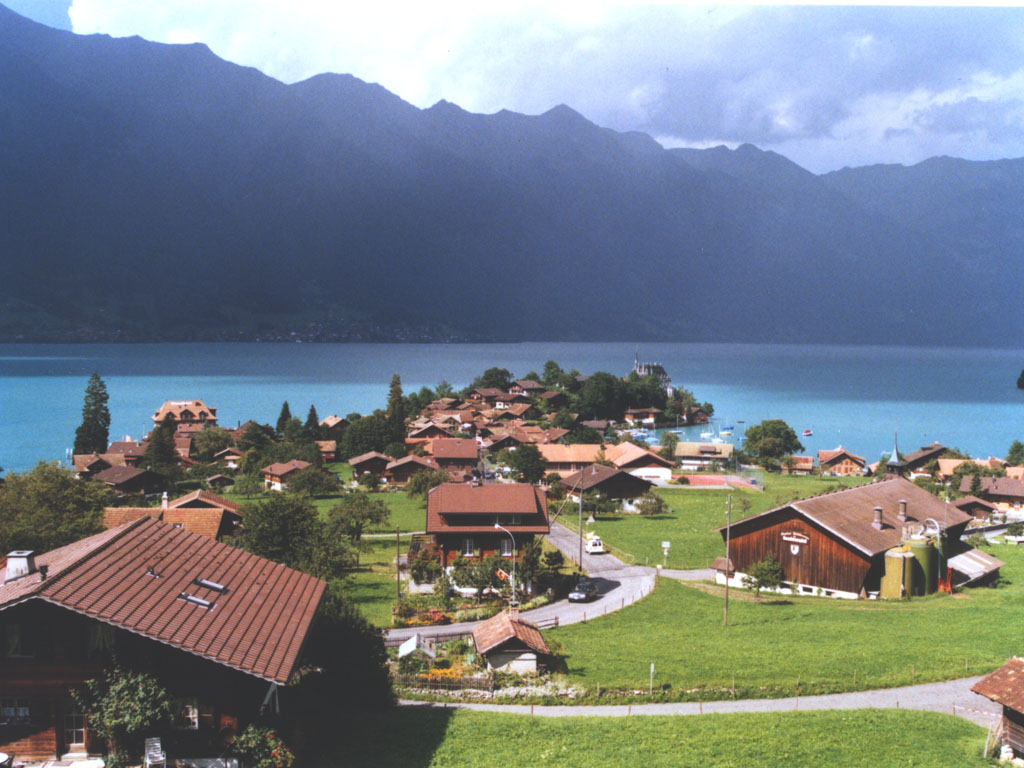
Изельтвальд